# Банківська таємниця
Ба́нківська таємни́ця — інформація щодо діяльності та фінансового стану клієнта, яка стала відомою банку у процесі обслуговування клієнта та взаємовідносин з ним.
Банківською таємницею, зокрема, є:
- відомості про банківські рахунки клієнтів;
- операції, які були проведені на користь чи за дорученням клієнта, здійснені ним угоди;
- фінансово-економічний стан клієнтів;
- системи охорони банку та клієнтів;
- інформація про організаційно-правову структуру юридичної особи — клієнта, її керівників, напрями діяльності;
- відомості стосовно комерційної діяльності клієнтів чи комерційної таємниці, будь-якого проекту, винаходів, зразків продукції та інша комерційна інформація;[1]

Банкам забороняється надавати інформацію про клієнтів інших банків, навіть якщо їх імена зазначені у документах, угодах та операціях клієнта.
У той же час Закон визначає порядок розкриття банківської таємниці, що здійснюється:
- на письмовий запит або з письмового дозволу власника такої інформації;
- на письмову вимогу суду або за рішенням суду;
- на письмову вимогу численних державних органів стосовно операцій визначених фізичних або юридичних осіб (чи окремих операцій).

Особи, винні в порушенні порядку розкриття та використання банківської таємниці, несуть відповідальність згідно із законами України.